# Mireille Jean
Pour les articles homonymes, voir Jean.
Mireille Jean, née le 16 juillet 1960 à Jonquière, est une femme d'affaires et une femme politique québécoise.
De 2016 à 2018, elle est la députée de la circonscription électorale provinciale de Chicoutimi à l'Assemblée nationale du Québec sous la bannière du Parti québécois. Depuis novembre 2021, elle est la conseillère municipale du district 8 de la ville de Saguenay.

## Biographie

### Formation et carrière
Née le 16 juillet 1960 à Jonquière, Mireille Jean obtient son baccalauréat en architecture à l'Université Laval en 1983. Elle étudie ensuite dans plusieurs institutions, dont la London School of Economics and Political Science. En 1984, elle co-fonde l'entreprise de haute technologie TRIONIQ Inc..
De 2009 à 2012, elle est auteure, conférencière et formatrice sur la propriété intellectuelle. Elle est présidente-directrice générale du Réseau photonique du Québec de 2012 à 2016.
Elle est également candidate à la mairie de Saguenay en 2005 recueillant 27 % des voix derrière le maire sortant Jean Tremblay. Depuis l'élection de 2021, elle est la conseillère municipale du district 8 de la ville de Saguenay.

### Carrière politique
Elle est élue députée de la circonscription électorale provinciale de Chicoutimi à l'Assemblée nationale du Québec sous la bannière du Parti québécois à l'élection partielle du 11 avril 2016. 

## Résultats électoraux
|                                                                                               | Nom                      | Parti            | Nombre de voix | %      | Maj.  |
| --------------------------------------------------------------------------------------------- | ------------------------ | ---------------- | -------------- | ------ | ----- |
|                                                                                               | Andrée Laforest          | Coalition avenir | 12 123         | 39,3 % | 4 416 |
|                                                                                               | Mireille Jean (sortante) | Parti québécois  | 7 707          | 25 %   | -     |
|                                                                                               | Marie-Josée Morency      | Libéral          | 6 094          | 19,7 % | -     |
|                                                                                               | Pierre Dostie            | Québec solidaire | 3 977          | 12,9 % | -     |
|                                                                                               | Tommy Philippe           | Vert             | 551            | 1,8 %  | -     |
|                                                                                               | Léonard Gagnon           | Conservateur     | 426            | 1,4 %  | -     |
| Total                                                                                         | Total                    | Total            | 30 878         | 100 %  |       |
| Le taux de participation lors de l'élection était de 68,5 % et 601 bulletins ont été rejetés. |                          |                  |                |        |       |

|                                                                                               | Nom                         | Parti            | Nombre de voix | %      | Maj.  |
| --------------------------------------------------------------------------------------------- | --------------------------- | ---------------- | -------------- | ------ | ----- |
|                                                                                               | Mireille Jean               | Parti québécois  | 8 810          | 46,7 % | 3 110 |
|                                                                                               | Francyne Gobeil             | Libéral          | 5 700          | 30,2 % | -     |
|                                                                                               | Hélène Girard               | Coalition avenir | 2 216          | 11,7 % | -     |
|                                                                                               | Pierre Dostie               | Québec solidaire | 1 508          | 8 %    | -     |
|                                                                                               | Alex Tyrrell                | Vert             | 465            | 2,5 %  | -     |
|                                                                                               | Catherine Bouchard-Tremblay | Option nationale | 170            | 0,9 %  | -     |
| Total                                                                                         | Total                       | Total            | 18 869         | 100 %  |       |
| Le taux de participation lors de l'élection était de 41,1 % et 301 bulletins ont été rejetés. |                             |                  |                |        |       |